# Mutus liber

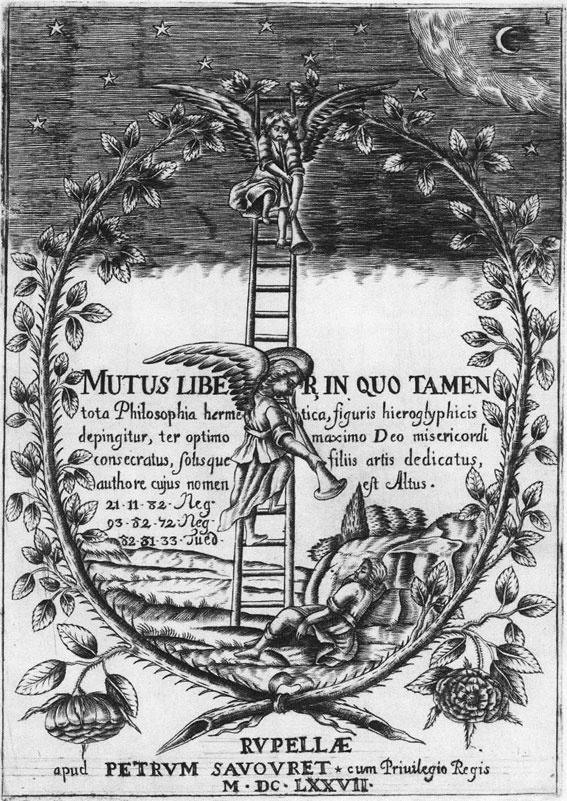
Il frontespizio dell'edizione di La Rochelle del 1677, per i tipi di Pierre Savouret

Il Mutus liber (dal latino: Libro Muto) è un libro di alchimia composto da 15 tavole pubblicato nel 1677 a La Rochelle per i tipi di Pierre Savourette.
È noto per essere quasi completamente privo di testo di accompagnamento.

## Descrizione
La caratteristica originale di questa pubblicazione, che affida l'esposizione dei principi della grande opera al simbolismo di 15 tavole, è la quasi totale assenza di ogni testo di accompagnamento.
Il frontespizio recita: Mutus liber, in quo tamen tota Philosophia hermetica, figuris hieroglyphicis depingitur, ter optimo maximo Deo misericordi consecratus, solisque filiis artis dedicatus, authore cuius nomen est Altus.
(Latino: "Il Libro Muto, nel quale l'intera filosofia ermetica viene rappresentata in figure geroglifiche, consacrato al tre volte massimo ottimo Dio misericordioso, e dedicato ai soli figli dell'Arte, da un autore il cui nome è Altus").
Fanno eccezione il frontespizio latino che abbiamo già visto, un brevissimo Au lecteur (al lettore) in Lingua francese interposto tra frontespizio e la seconda tavola, il motto latino Ora, Lege, Lege, Lege, Relege, Labora et Invenies ovvero Prega, leggi, leggi, leggi, rileggi, lavora e troverai che accompagna la tavola 14, ed il motto Oculatus Abis (provvisto di occhi vai) che si legge nell'ultima tavola.

## L'autore

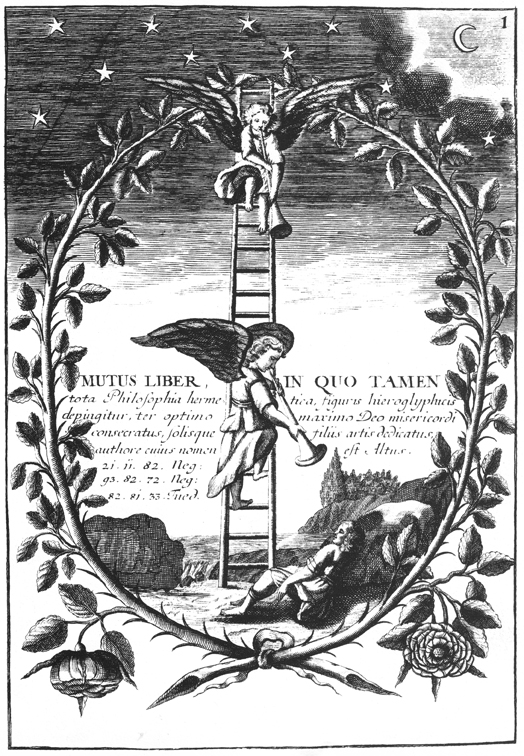
Il frontespizio dell'edizione del 1702 inclusa alla fine del primo volume della Bibliotheca Chemica curiosa del Manget

Molto a lungo la paternità dell'opera è rimasta avvolta nell'oscurità, ed è stata oggetto di speculazioni. Il frontespizio attribuisce l'opera ad un fantomatico Altus (in latino “alto”, “profondo”).
Nonostante l'attribuzione del libro ad un certo Tollé, medico a la Rochelle, da parte di un autore settecentesco a lungo si è pensato che si potesse attribuire la paternità dell'opera ad un altrettanto ignoto Iacob Saulat (essendo, peraltro, Saulat angramma imperfetto di Altus), sieur de Marez (signore di Mares) citato come beneficiario del privilegio decennale del re che conclude la pubblicazione.
Tuttavia nessuna notizia o ulteriore traccia storica è mai stata trovata su un tale Saulat.
Il probabile autore è tuttavia stato in tempi più recenti identificato grazie alla scoperta di una copia dell'edizione di La Rochelle in una biblioteca di Dublino, appartenente ad un lotto di libri originariamente proprietà di un medico protestante di La Rochelle, tal Bouherau, contemporaneo dell'autore del Mutus Liber, costretto dalla revoca dell'Editto di Nantes ad abbandonare la propria patria.
La Rochelle, in precedenza una delle roccaforti protestanti, dopo la revoca dell'editto di Nantes, conobbe un fenomeno diffuso di emigrazione dei riformati che, variamente perseguitati dall'autorità cattolica, scelsero paesi di maggior tolleranza religiosa per manifestare la loro religione.
Sotto il breve Au lecteur, nella copia di Dublino, una annotazione manoscritta recita “Author Isaac Baulot”, ed il catalogo della biblioteca annota in latino «Authori nomen est Isâcus Baulot, cuius Anagramma legitur in ultima tabula. Oculatus Abis. Fuit autem pharmacopeus Rupellensis peritissimus» (Il nome dell'autore è Isaac Baulot, il cui anagramma si legge nell'ultima tavola: Oculatus Abis. Fu d'altra parte un peritissimo farmacista di La Rochelle). In effetti, oltre all'anagramma Oculatus Abis, a rivelare il nome di Isaac Baulot, è anche un altro anagramma reperibile nell'opera, ovvero il citato nome - a questo punto evidentemente fittizio - di Iacob Saulat.
Di Isaac Baulot si conoscono precisi riferimenti storici.
Nato il 23 settembre 1619 da Jean, autorevole chirurgo, e ricevuto maestro speziale a La Rochelle, a partire dal 1649 subisce una serie di procedimenti da parte della Communauté pharmaceutique, l'organo direttivo della corporazione degli speziali della città controllato dall'autorità cattolica, che, in un primo momento, gli impedisce di esercitare con bottega a proprio nome. Baulot per questo eserciterà per alcuni anni sotto l'insegna della bottega di Andrée Goron, vedova del collega Pierre Marbeuf.
Alla morte di costei, esercita per qualche tempo sotto l'insegna di un'altra vedova, la Chaumon, ma, quando questa perde il privilegio di tener bottega, è costretto a passare, nel 1663, alle dipendenze del collega Mayaud, che gli riconosce un terzo delle entrate della sua bottega. Ben presto, nel 1679, un ulteriore procedimento - stavolta intentato anche a Mayaud - conseguente all'entrata in vigore nel 1677 dei nuovi statuti degli speziali che proibivano del tutto l'esercizio della professione a chi non fosse di religione cattolica, costringono Baulot, come molti altri protestanti, ad abbandonare La Rochelle.
A questo punto egli si rifugia ad Amsterdam.
Dell'ultima parte della vita di Baulot non abbiamo ulteriori notizie.
Intellettuale in vista a La Rochelle, Isaac Baulot viene visitato nel 1678 da John Locke, quando il filosofo passa per La Rochelle; Locke, nel suo Journal de voyage, si dilunga sulle ricette ed i consilia medici di Baulot.
Anche Pierre Savouret, l'editore del Mutus Liber, era di conosciuta fede protestante. Come Baulot anch'egli fu costretto all'esilio, e¸ a partire dal 1685, continuò ad Amsterdam la propria attività di editore impegnato nella produzione della pubblicistica filo-protestante.

## Le edizioni e i commentari
Era fatale che un libro dal simbolismo enigmatico come il Mutus Liber, provocasse l'attenzione di una folta schiera di commentatori contemporanei di diversa scuola e provenienza. L'opera conobbe una seconda edizione alla fine del primo volume della Bibliotheca Chemica Curiosa di Jean Jacques Manget (1652-1742). Le tavole di questa seconda edizione non provengono dalle incisioni in rame della prima, ma sono semplicemente riprodotte ex-novo, senza la breve prefazione e con qualche infedeltà iconografica di minor conto. Si registra anche un'altra rarissima edizione del 1725.
La prima edizione contemporanea in lingua francese risale al 1914 con un commento a firma di Magophon, ovvero l'occultista francese Pierre Dujols (1862-1926). Un'ulteriore edizione si ebbe nel 1942 con una introduzione dell'occultista Marc Haven (al secolo l'occultista Emmanuel Lalande, 1868-1926). Sempre in lingua francese, nel 1966 viene pubblicato il commento di Serge Hutin; l'anno dopo esce l'edizione curata da Eugène Canseliet e nel 1979 quella del suo allievo Jean Laplace.
Nel 1991 in lingua inglese esce il commentario di Adam McLean, A commentary on the Mutus Liber, per i tipi della Phanes Press.
In italiano, nel 1974, per i tipi della Arché di Milano, esce il Commentario al Mutus Liber di Mino Gabriele.